# José Manuel Rodríguez Delgado
José Manuel Rodríguez Delgado (1915, Màlaga, Espanya - 15 de setembre de 2011, San Diego, Estats Units d'Amèrica) fou un científic espanyol destacat per les seues investigacions amb èxit de control mental. Va treballar per a la Universitat Yale. Començà a realitzar recerques sobre el dolor i el plaer per controlar el comportament a la Universitat de Madrid. Després de la Segona Guerra Mundial fou el cap de departament del Departament de neuropsiquiatria a l'escola mèdica de Yale. El 1965 aconseguí controlar mentalment un bou amb un mecanisme que consistia en un radiotransmissor i un comandament electrònic que el permetia controlar l'animal a distància.